# OpenBTS
OpenBTS (pour Open Base Transceiver Station en anglais, soit Station de Transmission de Base Ouverte ou Antenne-Relais Ouverte) est une implémentation logicielle d'un point d'accès d'un réseau de téléphonie mobile GSM permettant aux téléphones mobiles de communiquer en utilisant la voix sur IP, par l'utilisation du protocole SIP. La société californienne Range Networks est à l'origine du projet et contribue à le maintenir.
OpenBTS est la première implémentation libre du protocole téléphonique GSM ; son code source, écrit en C++, est publié selon la licence GPLv3 .

## Infrastructure
OpenBTS remplace l'infrastructure traditionnelle d'un opérateur téléphonique par du matériel informatique standard et de la radio logicielle (SDR). Au lieu d'utiliser une passerelle GMSC pour acheminer les appels, cette fonction est réalisée directement dans la BTS, en utilisant le protocole SIP, avec des logiciels tels que Asterisk. Plusieurs antennes OpenBTS peuvent être mises en commun pour former un réseau plus important.
Le matériel utilisé n'est pas construit spécifiquement pour le GSM, mais utilise des émetteurs-récepteurs pour l'émission et la réception des signaux radio.

## Histoire
Harvind Samra et David A. Burgess sont à l'origine du projet. Leur objectif était de diminuer drastiquement les coûts des services de téléphonie mobile dans les zones rurales, les pays en développement, et les zones difficiles d'accès (plate-forme pétrolière...). Le projet était initialement conduit par la société Kestrel Signal Processing, société de conseil des fondateurs.
Le 14 septembre 2010, lors de la conférence DEMO, la société Range Networks est créée dans le but de commercialiser les technologies liées à OpenBTS.
En février 2014, le fork YateBTS utilise Yate pour la couche de contrôle et l'interface réseau.

## Plates-formes
Un certain nombre d'expérimentations a montré qu'OpenBTS fonctionnait convenablement à petite échelle, aussi bien en CDMA qu'en GSM. Le chercheur en sécurité Chris Paget a montré que certains appareils, par exemple équipés d'Android, pouvaient servir de passerelle de sortie, par exemple vers un autre réseau 3G.

## Sécurité
À la conférence DEF CON de 2010, il a été prouvé que l'absence d'authentification de l'antenne-relais rendait possible l'interception des communications GSM.
Certains chercheurs en sécurité ont utilisé OpenBTS pour attaquer le processeur de bande de base des terminaux GSM. C'était également possible avec une antenne-relais traditionnelle, mais improbable en raison du coût très élevé et du logiciel fermé (propriétaire) de celles-ci.

## Tests en utilisation réelles

### Californie
Des tests à grande échelle d'OpenBTS ont été réalisés en Californie grâce à des licences temporaires sur les fréquences utilisées.

### Burning Man
Durant le festival Burning Man en août 2008, une autorisation temporaire d'une semaine a permis de tester en temps réel l'utilisation d'OpenBTS, dans cette zone désertique du Nevada,. Des participants et des personnes à proximité ont réussi à passer environ 120 appels vers des numéros extérieurs.
Aux festivals de 2009 et 2010, un plus grand nombre d'antennes a été utilisé, pour des tests à plus grande échelle.
En 2011, l'utilisation de VSAT permet le routage des appels,.

### Niue
En 2010, OpenBTS a été testé sur l'île isolée de Niue, et devient ainsi la première installation de télécommunications sur l'île. Les 1 700 habitants n'étaient pas assez rentables pour l'installation d'une station de base GSM classique .
Le succès d'OpenBTS a ouvert la voix à des services commerciaux, puisqu'actuellement[Quand ?] 3 antennes-relais proposent un accès commercial aux terminaux GSM et EDGE.

### Autres
- Raspberry Pi replaces GSM Base Station (OpenBTS credited)
- OpenBTS + Asterisk = BYO wireless carrier
- Village Base Station Project uses OpenBTS
- Village Base Station Project paper
- Whiteboard Session on how OpenBTS works with handsets and FreeSwitch

### Média
- Mills, Elinor. Phones at Burning Man: Can you hear me now? CNET News, September 10, 2009. Retrieved December 6, 2011.
- Corbet, Jonathan.The trouble with OpenBTS, LWN.net, February 24, 2009. Retrieved December 6, 2011.
- Burgess, David. Extending VoIP to the GSM Air Interface, eComm 2009. Retrieved December 6, 2011.
- Bort, Julie. Burning Man's open source cell phone system could help save the world, Network World, August 30, 2010. Retrieved December 6, 2011.
- McMillan, Robert. Coming Soon: A New Way to Hack Into Your Smartphone, PC World, Jan 17, 2011. Retrieved December 6, 2011.